# Јужни гребен
Јужни гребен је мало ненасељено острво у хрватском делу Јадранског мора.
Налази се око 4 км источно од острва Премуде. Површина острва износи 0,139 км². Дужина обалске линије је 2,17 км.. Највиши врх је висок 38 метара. 